# Eberhard Rink
Eberhard Rink (* 13. März 1961 in Siegen) ist ein deutscher Sänger, Musiker, Songwriter und Musikproduzent christlicher Popmusik.

## Leben
In den 1980er Jahren wirkte Eberhard Rink zunächst als Backgroundsänger für Hella Heizmann, bildete dann mit seiner Frau Carola Rink, Martin Buchholz und Andreas Baumann, bzw. später Martin Moro, zehn Jahre lang die Kabarettgruppe Quodlibet und tourte schließlich mit Johannes Nitsch und seinen Musicals Josef – Eine Traumkarriere und Jona. Es folgten zahlreiche Engagements für einflussreiche christliche Musikproduzenten wie Gerhard Schnitter, Jochen Rieger und Klaus Heizmann und die Mitwirkung im Männerchor Männer.
Für Die Rinks, die Musikerfamilie seines älteren Bruders Friedemann, betätigte sich Eberhard Rink als Musikproduzent. Als 1999 die zwei ältesten Schwestern der Familie Tina und Lisa gemeinsam mit ihrer Cousine Sara Lorenz die Girlgroup Sharona bildeten, wurde Eberhard Rink auch hier Produzent. Aus dieser Produktionstätigkeit heraus entwickelte er schließlich 2005 sein erstes eigenes Konzeptprojekt unter dem Titel Mit Liebe beschenkt als Fortsetzung zum Bestsellerkonzept Beschenkt: Lieder zu Hoch- und anderen Zeiten des Vokaltrios Layna, welches er 2002 produziert hatte.
2004 veröffentlichte er als Gesangsduo Carola & Eberhard Rink gemeinsam mit seiner Frau das Album Wieder leichter.
2006 erschien das Debütalbum der Kabarettgruppe Die Mütter, die Eberhard Rink seit 1999 als Pianist zu deutschlandweiten Konzerten begleitete, unter dem Titel Kann denn Bügeln Sünde sein?, das Eberhard Rink zusammen mit Lothar Kosse produzierte.
Im neuen Gesangbuch Wo wir dich loben, wachsen neue Lieder - plus von 2018 ist unter der Nummer 120 das Lied Der Tod hat nicht das letzte Wort von Eberhard Rink vertreten.
Eberhard Rink lebt heute mit seiner Frau Carola und den beiden Töchtern Fabienne und Isabella in Bergneustadt.

## Diskografie

### Solo
- Wenn der Hoffnung Flügel wachsen. Die schönsten Lieder von Eberhard Rink. 2002 Gerth Medien
- Uns leuchtet ein Licht. Beliebte Weihnachtslieder. 2004 Gerth Medien

### Quodlibet
- Quodlibet. 1993 Pila Music
- Heiter bis folkig. 1997 Pila Music

### Männer
- Männer. 19?? ERF-Verlag
- Typisch Männer. 1993 ERF-Verlag
- Weihnachts-Männer. 199? ERF-Verlag

### Carola & Eberhard Rink
- Wieder leichter. 2004 Gerth Medien
- Immer is was. 2015 Gerth Medien
- Weihnachtslichter. 2021 Gerth Medien

### Konzeptprojekte
- Mit Liebe beschenkt. Neue Lieder zu Hoch- und anderen Zeiten. 2005 Gerth Medien
- Ich bin ja dein Kind. Die schönsten Songs aus Glaubenslieder 2. 2007 Gerth Medien
- Beschenkt. Lieder zur Advents- und Weihnachtszeit. 2007 Gerth Medien
- Du bleibst an meiner Seite. Die schönsten Songs aus Glaubenslieder 2, Volume 2. 2008 Gerth Medien
- Dein Herz fürchte sich nicht. Die schönsten Songs aus Glaubenslieder 2, Volume 3. 2010 Gerth Medien
- Margret Birkenfeld – Meine liebsten Kinderlieder. 2011 Gerth Medien
- Behüte mich, Gott. Lieder inspiriert von Taizé. 2012 Gerth Medien

### Mitwirkung
- Gottes Wort – wir stehen drauf. Bibelverse zum Mitsingen. 1998 Gerth Medien
- Schönster Herr Jesu. Alte Schätze – neu entdeckt. 2000 Gerth Medien
- Herr, mache mich zu einem Werkzeug deines Friedens. Musikalische Fenster in die Gedankenwelt des Franz von Assisi. 2001 Gerth Medien
- Dafür danke ich dir dir. Die kleine Kantate. 2001 Gerth Medien
- Beschenkt. Lieder zu Hoch- und anderen Zeiten. 2002 Gerth Medien
- Großer Gott, wir loben dich. Alte Schätze – neu entdeckt. 2002 Gerth Medien
- Selig sind. Die Seligpreisungen der Bergpredigt in Liedern. Gerth Medien
- Das Vaterunser in zwölf Liedern. 2003 Gerth Medien
- Gelobt sei, der da kommt. Die kleine Kantate zur Adventszeit. 1997 Gerth Medien
- Freundschaft 2000 Gerth Medien
- Neue Perspektiven. 1999 Gerth Medien
- Freiheit. 2003 Gerth Medien
- Die vier Kerzen. Ein Weihnachtsmusical. 2008 Gerth Medien
- Sternenglanz erhellt die Nacht. Festliche Weihnachtsmusik mit Chor und Solisten. 2000 Gerth Medien
- Gottes Licht scheint in die Herzen. Neue Weihnachtslieder zum Mitfeiern. 2003 Gerth Medien
- Lichterglanz. 2008 Gerth Medien
- Die Liebe ist das Größte. 12 Liebeslieder nach 1. Korinther 13. Gerth Medien
- Das Vaterunser in zwölf Liedern. 2003 Gerth Medien
- Sternstunden. 2006 Gerth Medien
- Danke, Jesus. 2004 Gerth Medien
- Fels des Heils. Alte Schätze – neu entdeckt. 2005 Gerth Medien
- Ruth. Kinderminimusical. 2004 Gerth Medien

### Produktion
- So Glad. 2000 Gerth Medien
- Open My Eyes. 2003 Gerth Medien
- Hand In Hand. Gerth Medien
- Wir meinen's doch nur gut. 2010 Gerth Medien
- Kann denn Bügeln Sünde sein?. Gerth Medien
- Alles glitzert. 2002 Gerth Medien
- Erdbeereis und Liegestuhl. 2003 Gerth Medien